# 電影版 獸拳戰隊激氣連者 NEINEI!HOHO!香港大決戰
《電影版 獸拳戰隊激氣連者 NEINEI!HOHO!香港大決戰》（日语：電影版 獣拳戦隊ゲキレンジャー ネイネイ!ホウホウ!香港大決戦），是日本特攝節目《獸拳戰隊激氣連者》於2007年8月4日上映的劇場版作品。

此外日本當地同步上映《假面騎士電王》劇場版《劇場版 假面騎士電王 老子我，誕生！》

## 本作特色
- 承接獸拳戰隊激氣連者的功夫片元素，本劇場版亦以功夫片發祥地香港作為背景，並含有香港式動作片風格的元素[12][13]。本作成為《超級戰隊系列》首部在外島國家取景拍攝的作品。
- 本作繼《百獸戰隊牙吠連者VS超級戰隊》後，為第二部沒有追加戰士登場的《超級戰隊系列》劇場版作品。
- 本作為首部以「電影」為題名的風格作為開頭的劇場版作品。
- 本作為首部以漢字作為開頭命名的《超級戰隊系列》劇場版作品。

## 故事概要
故事發生在平日激氣連者又1次與理央及梅麗激戰之時，包含他們在內全球擅長不同格鬥技巧的高手們突然一一被傳送到了香港！
原來是1位於香港有著「媒體大王」美譽的大富豪楊銘主辦了一場「乾坤一擲武術會」，邀請全球各路共16位好手切磋比試爭奪最強高手一席。經過第1回合的淘汰賽後，激氣鐵三角及臨獸拳二人組皆同時晉級，除此之外另有1名擅長雙截棍的女拳士劉芳同為晉級者之一。於當晚的宴會上，貴為主辦人的楊銘接見了各晉級者，這時劉芳偷偷離場，阿將亦好奇的跟上，劉芳只好如實相告：劉芳實際上是香港警察，並希望藉武術會搜集楊銘的犯罪證據並將之拘捕。於宴會上，理央察覺到武術會背後暗藏可怕陰謀而對楊銘發難，而楊銘承認因為想藉此機會發揚他所創的「銘功夫」統治世界，而他的秘書及宴會舞者全為使用「銘功夫」的機器人，故此楊銘留下它們對付剩下的阿蘭、阿烈及臨獸拳二人組後離開。
這時阿將及劉芳發現吸取各格鬥好手內氣的裝置，並發現楊銘想藉此裝置強化自身，但兩人隨即被楊銘發現並大打出手，並在一場苦戰後楊銘還是被阿將及劉芳合力鎖上手銬從而控制住他。至於在宴會中戰鬥的其他人除理央以外的全都因為被機械秘書吸收他們各自的內氣而敗陣了，而身為最後戰力的理央雖然成功擊敗了機械秘書，但還是遭到機械秘書的暗算而遭吸光臨氣，並在完全摧毀前將吸收到的內氣傳送到楊銘所在的裝置內並注入到楊銘體內強化成機械化肉體形態擊退了劉芳及阿將。楊銘的身體經歷強化後更能吸收全香港平民百姓的內氣，令香港變得生靈塗炭，連遠在日本的沙夫也感受到來自香港的這股黑暗氣息，在這危急關頭下激氣鐵三角憑藉打不死的精神重新調整過後再次對上楊銘，這次他們3人成功將楊銘擊倒了。
然而楊銘決定使出王牌，駕駛藏於千手觀音像內的戰鬥機械人銘觀音大鬧都市，激氣鐵三角合體為激氣鬥者並來到維多利亞港迎戰（激氣鐵三角的戒備動作更特意模仿了李小龍銅像，而該銅像亦同時入鏡），然而激氣鬥者不敵銘觀音，楊銘更乘機嘲諷獸拳，結果引來臨獸拳二人組憤怒並召喚出他們的臨氣獸出擊。儘管激獸拳及臨獸拳為敵對流派，但根源上也是獸拳，同樣不忿被他人侮辱，故此這時雙方決定破天荒的進行「吳越同舟獸拳合體」成激臨鬥者，而激臨鬥者憑藉臨獸拳二人組的技能加持下反壓制了銘觀音，並一同爬上最高層一決勝負之際以奧義技能「激激臨臨斬」摧毀了銘觀音，楊銘亦宣告陣亡。臨獸拳二人組經此一役後再次向激氣鐵三角重申他只是為了幫臨獸拳出一口氣才特意合作，意味他們下次再見時他們又成一對死敵…
最後劉芳來到機場為激氣鐵三角送行，並感謝阿將協助她擊敗了楊銘，但此時沙夫、美希及夏梅皆來了香港，結果沙夫3人拉著劉芳及激氣鐵三角遊覽香港並嚐盡香港不同美食，令劉芳等人苦不堪言…

## 登場角色

### 《獸拳戰隊激氣連者》
漢堂 將／ 激氣紅
演：鈴木裕樹／台灣CV：何志威
宇崎 蘭／ 激氣黃
演：福井未菜／台灣CV：馮嘉德
深見 烈／ 激氣藍
演：高木萬平／台灣CV：賀宇傑
理央／ 黑獅子
演：荒木宏文／台灣CV：李世揚
 梅麗
演：平田裕香／台灣CV：詹雅菁
夏傅
CV：永井一郎／台灣CV：宋克軍
真咲美希
演：伊藤和枝／台灣CV：魏晶琦
真咲夏美
演：桑江咲菜／台灣CV：馮嘉德
巴蠅
CV：石田彰／台灣CV：李世揚

### 本作登場人物
楊
演：石橋雅史／台灣CV：宋克軍
米蘭坦
演：垠凌／台灣CV：魏晶琦
劉芳
演：小野真弓／台灣CV：詹雅菁

## 戰力

### 激臨鬥者
- 高度：53.0公尺
- 寬度：50.0公尺
- 長度：21.5公尺
- 重量：3500公噸
- 速度：每小時550公里
- 動力：3000萬馬力

於《獸拳戰隊激氣連者》本篇修行33再度登場。